# Balyş Öwezow

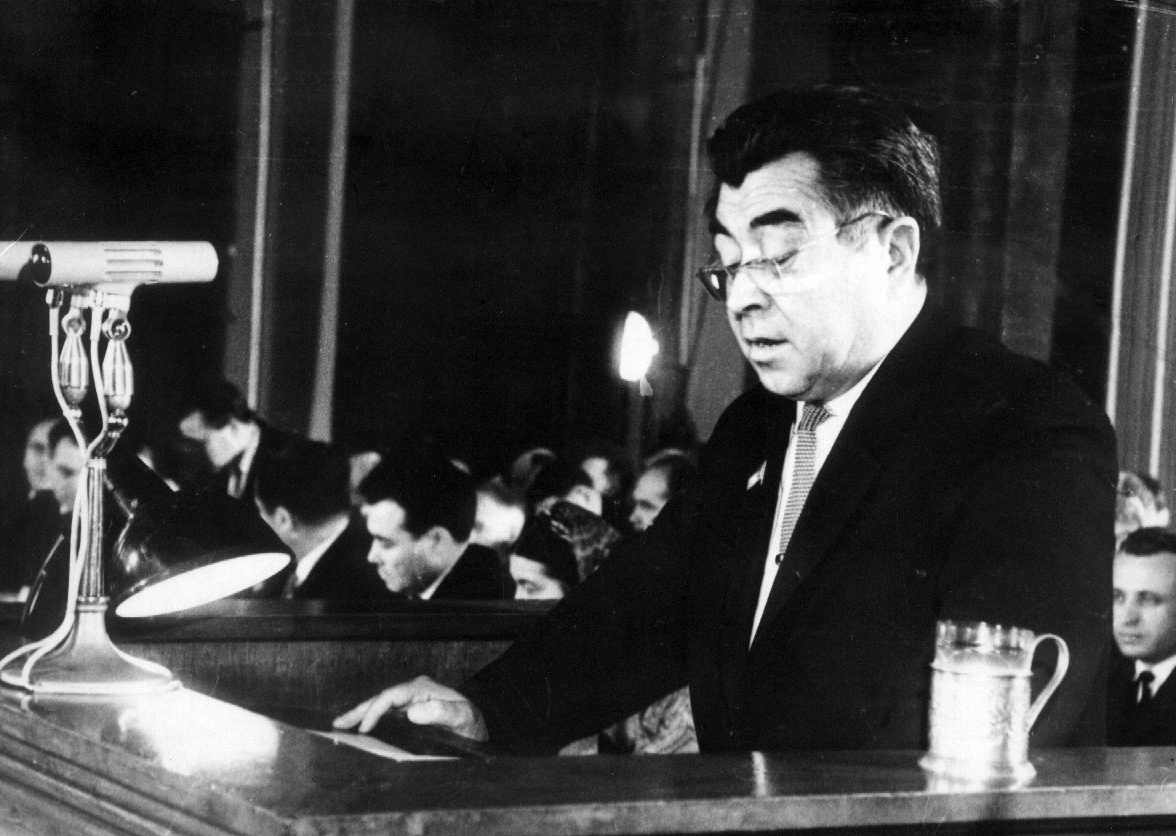
Balysch Owesow

Balyş Öwezow (russisch Балы́ш Ове́зович Ове́зов Balysch Owesowitsch Owesow, englisch Balysh Ovezovitch Ovezov; * 16. Dezemberjul. / 29. Dezember 1915greg. in Bedekent bei Taschaus, Russisches Kaiserreich; † 1. Oktober 1975 in Aşgabat, Turkmenische SSR) war ein sowjetisch-turkmenischer Politiker. Er war von 1960 bis 1969 Generalsekretär der kommunistischen Partei der turkmenischen SSR.

## Leben
Öwezow wurde 1915 im Dorf Bedekent nahe Taschaus, im heutigen Turkmenistan (damals noch Teil des Russischen Kaiserreichs), geboren. Er verwaiste schon früh und absolvierte die höhere Parteischule des Zentralkomitees und das pädagogische Institut in Aschgabat. Öwezow arbeitete zunächst als Lehrer und war auch für die Komsomol, die sowjetische Jugendorganisation, tätig. Er übernahm zahlreiche Tätigkeiten in der kommunistischen Partei und stieg in deren Rangordnung immer weiter auf.
1960 wurde Öwezow schließlich zum Generalsekretär der kommunistischen Partei in der turkmenischen SSR ernannt, war also de facto Regierungschef dieser Unionsrepublik. Dieses Amt bekleidete er bis 1969 und brachte es als einer der wenigen sowjetischen Politiker zu einer gewissen Beliebtheit beim Volk. Während seiner Amtszeit wurde er unter anderem mit dem Ehrenzeichen der Sowjetunion und dem Leninorden ausgezeichnet.
Sein Nachfolger war Muhammetnazar Gapurow. Außerdem war Öwezow von 1961 bis 1971 im Zentralkomitee der kommunistischen Partei der Sowjetunion tätig. 

## Privates
Wie viele Sowjetbürger lebte Öwezow in einer internationalen Familie, seine Frau war Usbekin. Er hatte sechs Kinder. 1975 starb er mit 59 Jahren in Aşgabat. Sein 1939 geborener Sohn Batyr Öwezow war Naturwissenschaftler und Professor in Moskau sowie Mitglied der turkmenischen Akademie der Wissenschaften.